# Intégration de l'Amérique latine
Pour la peinture murale de 1965 de Jorge González Camarena, voir Presencia de América Latina.
L'intégration de l'Amérique latine (aussi appelée latinoaméricanisme) remonte à l'indépendance de l'Amérique hispanique et du Brésil, lorsqu'il a été question de créer un État souverain régional ou une confédération de nations d'Amérique latine afin de protéger l'autonomie nouvellement acquise de la région. Après l'échec de plusieurs projets, la question n'a été reprise qu'à la fin du XIXe siècle, désormais centrée sur la question du commerce international mêlée à un sentiment panaméricain, les États-Unis jouant un rôle de premier plan dans ce projet. L'idée de donner à ces organisations une vocation essentiellement politique n'est revenue sur le devant de la scène qu'après la Seconde Guerre mondiale, qui a vu à la fois le début de la Guerre froide et un climat de coopération internationale qui a conduit à la création d'institutions telles que les Nations unies. Ce n'est qu'au milieu du XXe siècle que des organisations exclusivement latino-américaines ont été créées.

## Précédents auXIXesiècle
À la fin des guerres d'indépendance (1808–1825), de nombreux États souverains ont émergé dans les Amériques à partir des anciennes colonies espagnoles. Le leader indépendantiste de l'Amérique du Sud Simón Bolívar a envisagé diverses unions qui garantiraient l'indépendance de l'Amérique hispanique vis-à-vis des puissances européennes ― en particulier le Royaume-Uni ― et des États-Unis en pleine expansion. Dès son Manifeste de Carthagène de 1812, Bolívar préconise que les provinces hispano-américaines présentent un front uni face aux Espagnols afin d'éviter qu'elles ne soient reconquises au coup par coup, bien qu'il ne propose pas encore d'union politique d'aucune sorte. Pendant les guerres d'indépendance, la lutte contre l'Espagne n'est marquée que par un sentiment naissant de nationalisme. La nature des nouveaux États qui remplacent l'Empire espagnol n'est pas claire. La plupart de ceux qui se sont battus pour l'indépendance s'identifiaient à la fois à leur province natale et à l'Amérique espagnole dans son ensemble, qu'ils appelaient leur patria.
Au fur et à mesure que Bolívar progresse contre les forces royalistes (en), il commence à proposer la création de plusieurs grands États et confédérations, inspirés par l'idée de Francisco de Miranda d'un État indépendant composé de toute l'Amérique espagnole, que Miranda appelle tour à tour « Colombie », « Empire américain » ou « Fédération américaine ». En 1819, Bolívar réussit à créer une nation appelée « Colombie » (aujourd'hui appelée Grande Colombie) à partir de plusieurs provinces de l'Amérique espagnole ; en 1825, il proposa de la joindre au Pérou et au Haut-Pérou dans une confédération ou un État qu'il suggéra d'appeler « Fédération bolivienne » ou « Union bolivienne » et que les historiens désignent sous le nom de « Confédération andine », mais cela n'a jamais vu le jour,,.
D'autres grands États nés de la désintégration de la monarchie espagnole n'ont pas non plus fait long feu. La République fédérale d'Amérique centrale, créée à partir de l'ancienne capitainerie générale du Guatemala, a cessé d'exister en 1840. Les Provinces-Unies du Río de la Plata n'ont jamais été viables et ont souffert d'une guerre civile quasi-permanente entre leurs provinces et la capitale, Buenos Aires. L'Argentine ne deviendra unie que dans les années 1850. La tentative de 1836 de réunir les régions-clés de l'ancienne vice-royauté du Pérou au sein d'une Confédération péruvio-bolivienne échoue au bout de trois ans. Seul le Mexique, qui se composait des principales régions de la vice-royauté de Nouvelle-Espagne, est resté un État physiquement important en Amérique latine. L'autre exception régionale est le Royaume du Brésil (en), qui a déclaré son indépendance en 1822 sous le nom d'Empire du Brésil après que les Portugais eurent exigé le retour du roi et de la cour du Portugal de Rio de Janeiro.
Bolívar proposa également une ligue séparée des nouvelles républiques indépendantes d'Amérique espagnole et organisa à cette fin le Congrès amphictyonique ou Congrès de Panama en 1826. Bolívar n'invita pas le Brésil, car il s'agissait d'une monarchie qu'il considérait comme une menace pour l'existence des nouvelles républiques, ni le gouvernement de Buenos Aires, car la région ne disposait pas d'une véritable unité politique pour être correctement représentée. Ce n'est qu'à la suite de pressions exercées sur lui que les États-Unis furent invités au congrès, mais l'un des représentants mourut durant le trajet, et l'autre n'arriva qu'après la fin des délibérations. Le Royaume-Uni n'était présent qu'en tant qu'observateur. Le congrès a rédigé un « traité d'union, de ligue et de confédération perpétuelle », un pacte de défense mutuelle et de commerce, mais seule la Grande Colombie l'a ratifié. La Grande Colombie elle-même s'est effondrée en 1830. En raison de l'échec de ces projets, les hommes politiques latino-américains parlent souvent de l'intégration régionale comme du « rêve de Bolívar ».

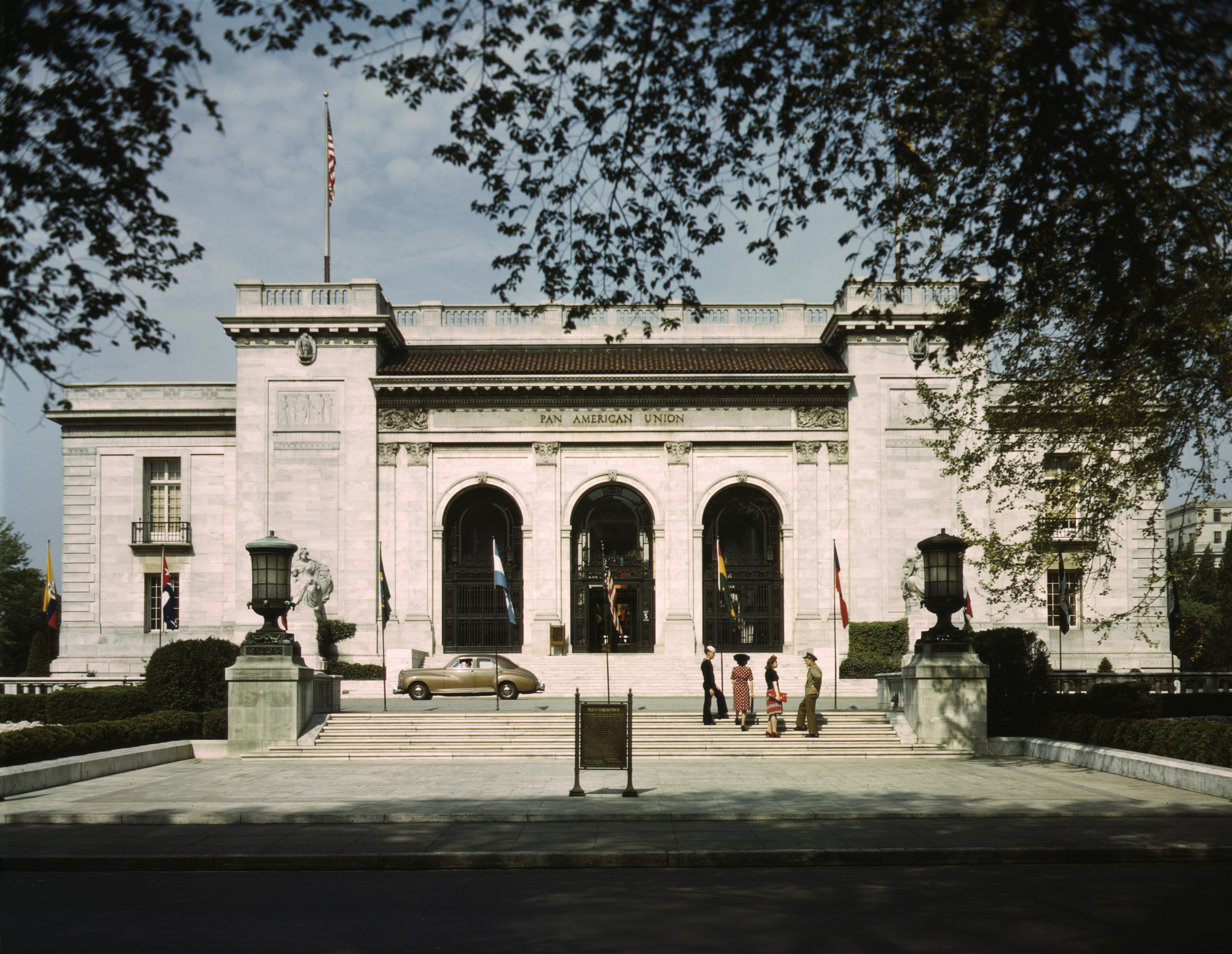
Le siège de l'Union panaméricaine à Washington en 1943.

63 ans après le Congrès amphictyonique, un secrétariat, le Bureau commercial des républiques américaines, a été créé par 18 nations américaines en 1889 lors de la première conférence panaméricaine afin de promouvoir le commerce dans l'hémisphère occidental. Le Bureau commercial est entré en fonction le 14 avril 1890. Il a été rebaptisé « Bureau commercial international » lors de la deuxième conférence internationale de 1901-1902. Lors de la quatrième conférence panaméricaine en 1910, le nom de l'organisation a été changé en Union des républiques américaines et le Bureau commercial international est devenue l'Union panaméricaine (en).

## XXesiècle
L'expérience de la Seconde Guerre mondiale a convaincu les gouvernements de l'hémisphère occidental que l'action unilatérale d'une nation ne pouvait pas garantir l'intégrité territoriale des nations américaines en cas d'agression extra-continentale, en particulier les incursions de l'Union soviétique et du communisme. Pour relever les défis des conflits mondiaux de la période de la guerre froide et contenir les conflits au sein de l'hémisphère, ils ont adopté un système de sécurité collective, le traité interaméricain d'assistance réciproque, plus connu sous le nom de traité de Rio, en 1947. L'année suivante, lors de la neuvième Conférence internationale des États américains, présidée par le secrétaire d'État des États-Unis, George Marshall, 21 États membres se sont engagés à lutter contre le communisme dans les Amériques et ont transformé l'Union panaméricaine en Organisation des États américains (OEA). La transition se fait en douceur. Le directeur général de l'Union panaméricaine, Alberto Lleras Camargo, devient le premier secrétaire général de l'OEA (en) et l'organisation commence à fonctionner en décembre 1951.
À la fin du XXe siècle, de nombreux dirigeants latino-américains ont ressenti le besoin d'une organisation alternative qui ne soit pas dominée par les États-Unis. L'expérience de la gestion des insurrections communistes des années 1970 et 1980 en Amérique centrale par la création du Groupe de Contadora, qui n'incluait pas les États-Unis, a inspiré la création du Groupe de Rio en 1986. Le Groupe de Rio n'a pas créé de secrétariat ou d'organe permanent et a  choisi de s'appuyer sur des sommets annuels de chefs d'État.

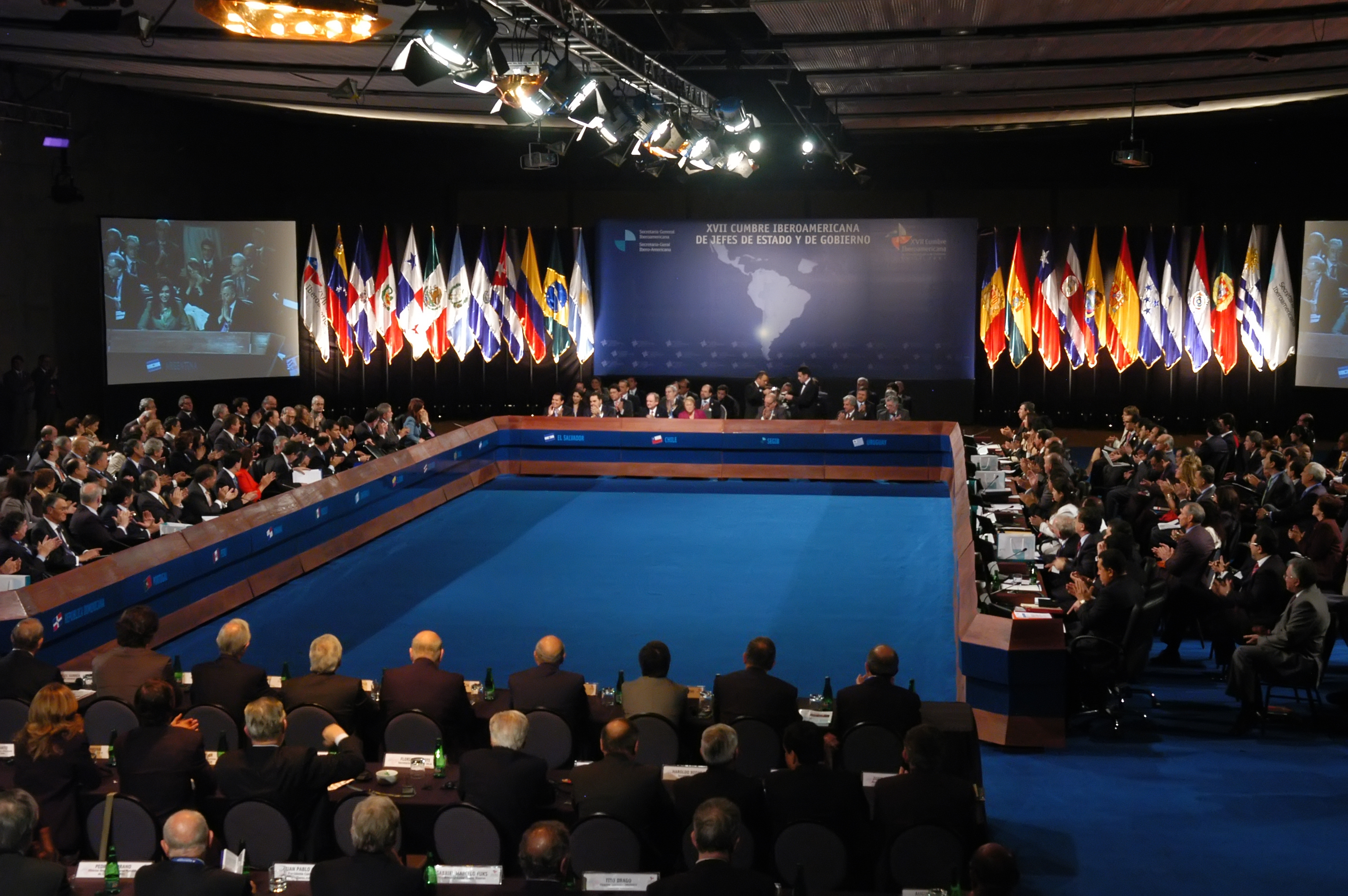
Le sommet ibéro-américain de 2007 à Santiago.

L'Amérique latine a également tendu la main à l'Europe, en particulier à ses anciens pays coloniaux, pour créer d'autres organisations régionales basées sur des langues et des cultures communes. En 1991, les gouvernements du Mexique, du Brésil et de l'Espagne ont organisé les premiers sommets ibéro-américains des chefs d'État et de gouvernement à Guadalajara (Mexique). Le résultat a été la création du Sommet ibéro-américain, qui organise des sommets annuels de ses chefs d'État.

## Organisations latino-américaines
Le commerce, et non la politique, a également été le principal sujet autour duquel diverses organisations régionales exclusivement latino-américaines ont été créées. Le 14 octobre 1951, les gouvernements du Costa Rica, du Salvador, du Guatemala, du Honduras et du Nicaragua ont signé un nouveau traité créant l'Organisation des États centraméricains (Organización de Estados Centroamericanos, ou ODECA) pour promouvoir la coopération, l'intégration et l'unité régionales en Amérique centrale. Cela a conduit à la création du Marché commun centraméricain, de la Banque centraméricaine d'intégration économique (en) et du Secrétariat à l'intégration économique centraméricaine (SIECA) neuf ans plus tard, le 13 décembre 1960.
D'autres blocs commerciaux (en) régionaux ont également été créés au cours de cette période. L'Association latino-américaine de libre-échange (ALALC) a été créée par le traité de Montevideo en 1960, signé par l'Argentine, le Brésil, le Chili, le Mexique, le Paraguay, le Pérou et l'Uruguay. Les signataires espéraient créer un marché commun en Amérique latine et proposaient des réductions tarifaires entre les pays membres. L'objectif principal était d'éliminer tous les droits de douane et les restrictions sur la majorité de leurs échanges commerciaux dans un délai de douze ans. L'ALALC est entrée en vigueur le 2 janvier 1962. Inspirée par les Communautés européennes, l'ALALC a été transformée en 1980 en Association latino-américaine d’intégration (ALADI) par le deuxième traité de Montevideo, afin de poursuivre l'objectif plus ambitieux d'améliorer le développement économique et social de la région par l'établissement d'un marché commun.
En 1969, le Pacte andin est fondé par le Chili, la Bolivie, le Pérou, l'Équateur et la Colombie. En 1973, le pacte s'enrichit d'un sixième membre, le Venezuela. En 1976, cependant, le nombre de ses membres a de nouveau été réduit à cinq lorsque le Chili s'est retiré. Le Venezuela a annoncé son retrait en 2006, réduisant la Communauté andine à quatre États membres. Le nom de l'organisation a été modifié en 1996 pour devenir la Communauté andine des nations (CAN). En 1985, les présidents de l'Argentine et du Brésil ont signé le Programme d'intégration et de coopération économique Argentine-Brésil. Ce programme a conduit à la création du Mercosur par le Brésil, le Paraguay, l'Uruguay et l'Argentine en 1991 afin de promouvoir le libre-échange et la circulation libre des biens, des personnes et des devises. Le Venezuela a rejoint le Mercosur en 2012 et la Bolivie est en voie d'adhésion,. En 1995, le Mexique, la Colombie et le Venezuela ont créé l'accord de libre-échange G3. Le Venezuela a quitté le G3 en 2006 en même temps que la CAN. Outre ces organisations commerciales, plusieurs organisations parlementaires ont été créées. Le Mercosur a convenu en décembre 2004 de créer un Parlement du Mercosur, qui devrait commencer à fonctionner en 2010. Un Parlement latino-américain a été créé en 1987 et se trouve à Panama.
En décembre 2004, le Mercosur et la Communauté andine ont signé un accord sur le statut de membre associé réciproque et ont publié la Déclaration de Cuzco indiquant qu'ils allaient créer une Communauté politique sud-américaine des nations. La déclaration invoque à dessein le « rêve de Bolívar », indiquant qu'elle réaliserait en partie sa vision de l'unification de l'Amérique latine. Le nom initial de l'union a été remplacé par le nom actuel, l'Union des nations sud-américaines, en avril 2007.
La Communauté d'États latino-américains et caraïbes (CELAC), créée en 2010, est un exemple des efforts déployés depuis une décennie pour approfondir l'intégration en Amérique latine sans les États-Unis et le Canada. La CELAC a été créée pour approfondir l'intégration latino-américaine et, pour certains, pour réduire l'influence significative des États-Unis sur la politique et l'économie de l'Amérique latine. Elle est considérée comme une alternative à l'Organisation des États américains (OEA), l'organisme régional fondé par les États-Unis et 21 autres pays d'Amérique latine à l'origine pour contrer l'influence potentielle de l'Union soviétique dans la région.
À la suite de la Déclaration de Lima de 2011, l'Alliance du Pacifique a été créée en 2012 par ses membres fondateurs que sont le Chili, la Colombie, le Mexique et le Pérou. Le Costa Rica est en cours d'adhésion. Bien que l'adhésion soit actuellement exclusivement latino-américaine, une demande d'adhésion potentielle du Canada est considérée favorablement par certains,.
En 2021 et 2022, Andrés Manuel López Obrador, président du Mexique, a plaidé en faveur d'une union régionale comprenant les nations des Amériques, à l'image de l'Union européenne,,,,.

## Membres des organisations
| Pays                            | OEA | CELAC | AEC | Caricom | OECO | UNASUR | PROSUR | CAN | Mercosur | Parlatino | ALADI | SELA | GR | SICA | ALBA | AP |
| ------------------------------- | --- | ----- | --- | ------- | ---- | ------ | ------ | --- | -------- | --------- | ----- | ---- | -- | ---- | ---- | -- |
| Canada                          | x   |       | o   |         |      |        |        |     |          |           |       |      |    |      |      | o  |
| USA                             | x   |       |     |         |      |        |        |     |          |           |       |      |    |      |      | o  |
| Mexique                         | x   | x     | x   | o       |      | o      |        |     |          | x         | x     | x    | x  |      |      | x  |
| Guatemala                       | x   | x     | x   |         |      |        |        |     |          | x         | o     | x    | x  | x    |      | o  |
| Salvador                        | x   | x     | x   |         |      |        |        |     |          | x         | o     | x    | x  | x    |      | o  |
| Honduras                        | x   | x     | x   |         |      |        |        |     |          | x         | o     | x    | x  | x    |      | o  |
| Nicaragua                       | x   | x     | x   |         |      |        |        |     |          | x         | o     | x    | x  | x    | x    |    |
| Costa Rica                      | x   | x     | x   |         |      |        |        |     |          | x         | o     | x    | x  | x    |      | a  |
| République dominicaine          | x   | x     | x   | o       |      |        |        |     |          | x         | o     | x    | x  | a    |      | o  |
| Panama                          | x   | x     | x   |         |      | o      |        |     |          | x         | o     | x    | x  | x    |      | o  |
| Cuba                            |     | x     | x   |         |      |        |        |     |          | x         | x     | x    | x  |      | x    |    |
| Venezuela                       | x   | x     | x   | o       |      | x      |        |     | x        | x         | x     | x    | x  |      | x    |    |
| Colombie                        | x   | x     | x   | o       |      |        | x      | x   | a        | x         | x     | x    | x  |      |      | x  |
| Équateur                        | x   | x     | o   |         |      |        | x      | x   | a        | x         | x     | x    | x  |      | x    |    |
| Pérou                           | x   | x     | o   |         |      | s      | x      | x   | a        | x         | x     | x    | x  |      |      | x  |
| Chili                           | x   | x     |     |         |      |        | x      | x   | a        | x         | x     | x    | x  |      | x    |    |
| Bolivie                         | x   | x     | o   |         |      | x      |        | a   | a        | x         | x     | x    | x  |      |      | x  |
| Paraguay                        | x   | x     | o   |         |      |        | x      | a   | x        | x         | x     | x    | x  |      |      |    |
| Uruguay                         | x   | x     |     |         |      |        |        | a   | x        | x         | x     | x    | x  |      | o    | o  |
| Argentine                       | x   | x     |     |         |      |        | x      | a   | x        | x         | x     | x    | x  |      | o    | o  |
| Brésil                          | x   | x     | o   |         |      |        | x      | a   | x        | x         | x     | x    | x  |      |      |    |
| Antigua-et-Barbuda              | x   | x     | x   | x       | x    |        |        |     |          |           |       |      |    |      | x    |    |
| Bahamas                         | x   | x     | x   | x       |      |        |        |     |          |           |       | x    |    |      |      |    |
| Barbade                         | x   | x     | x   | x       |      |        |        |     |          |           |       | x    |    |      |      |    |
| Bélize                          | x   | x     | x   | x       |      |        |        |     |          |           |       | x    | x  | x    |      |    |
| Dominique                       | x   | x     | x   | x       | x    |        |        |     |          |           |       |      |    |      | x    | o  |
| Grenade                         | x   | x     | x   | x       | x    |        |        |     |          |           |       | x    |    |      | o    |    |
| Guyana                          | x   | x     | x   | x       |      | x      | x      |     |          |           |       | x    | x  |      |      |    |
| Haïti                           | x   | x     | x   | x       |      |        |        |     |          |           |       | x    | x  |      | o    |    |
| Jamaïque                        | x   | x     | x   | x       |      |        |        |     |          |           |       | x    | x  |      |      |    |
| Saint-Christophe-et-Niévès      | x   | x     | x   | x       | x    |        |        |     |          |           |       |      |    |      |      |    |
| Saint-Vincent-et-les-Grenadines | x   | x     | x   | x       | x    |        |        |     |          |           |       |      |    |      | x    |    |
| Sainte-Lucie                    | x   | x     | x   | x       | x    |        |        |     |          |           |       |      |    |      |      |    |
| Suriname                        | x   | x     | x   | x       |      | x      |        |     |          | x         |       | x    | x  |      |      |    |
| Trinité-et-Tobago               | x   | x     | x   | x       |      |        |        |     |          |           |       | x    |    |      |      | o  |
| Montserrat                      |     |       |     | x       | x    |        |        |     |          |           |       |      |    |      |      |    |
| Anguilla                        |     |       |     | a       | a    |        |        |     |          |           |       |      |    |      |      |    |
| Bermudes                        |     |       |     | a       |      |        |        |     |          |           |       |      |    |      |      |    |
| Îles Vierges britanniques       |     |       |     | a       | a    |        |        |     |          |           |       |      |    |      |      |    |
| Îles Caïmans                    |     |       |     | a       |      |        |        |     |          |           |       |      |    |      |      |    |
| Îles Turques-et-Caïques         |     |       | a   | a       |      |        |        |     |          |           |       |      |    |      |      |    |
| Aruba                           |     |       | a   | o       |      |        |        |     |          |           |       |      |    |      |      |    |
| Curaçao                         |     |       | a   |         |      |        |        |     |          |           |       |      |    |      |      |    |
| Pays-Bas                        |     |       | a   | o       |      |        |        |     |          |           |       |      |    |      |      |    |
| Sint Maarten                    |     |       | a   | o       |      |        |        |     |          |           |       |      |    |      |      |    |
| France                          | o   |       | a   |         |      |        |        |     |          |           |       |      |    |      |      | o  |
| Porto Rico                      |     |       |     | o       |      |        |        |     |          |           |       |      |    |      |      |    |
| Îles Vierges des États-Unis     |     |       |     |         |      |        |        |     |          |           |       |      |    |      |      |    |
| carte                           |     |       |     |         |      |        |        |     |          |           |       |      |    |      |      |    |
| carte avec observateurs         |     |       |     |         |      |        |        |     |          |           |       |      |    |      |      |    |
| Pays                            | OEA | CELAC | AEC | Caricom | OECO | UNASUR | PROSUR | CAN | Mercosur | Parlatino | ALADI | SELA | GR | SICA | ALBA | AP |

Légende :   [x - membre] — [a - associé ou en voie d'adhésion] — [o - observateur]
x - membre; o - observateur; a - associé/en voie d'adhésion

## Opinion publique
Le soutien de l'opinion publique à l'intégration latino-américaine est généralement élevé, mais il a diminué dans de nombreux pays d'Amérique du Sud et d'Amérique centrale au fil du temps. Selon une étude basée sur les données du Latinobarómetro (en), 73 % des Latino-Américains sont favorables à l'intégration économique et 63 % à l'intégration politique en Amérique latine. Il a également été constaté que dans la plupart des pays d'Amérique latine (12 sur 17), le soutien à l'intégration économique était plus faible en 2010 qu'en 1997 et que le soutien à l'intégration politique avait diminué dans presque tous les pays (14 sur 17) entre 2002 et 2010. Le soutien à l'intégration économique et politique est plus élevé chez les hommes que chez les femmes et augmente avec le niveau d'éducation. Coïncidant avec le glissement à gauche de la politique latino-américaine (marée rose), la gauche politique a dépassé la droite et, au moins dans le cas du soutien à l'intégration politique, également le centre, pour devenir l'aile politique la plus favorable à l'intégration. Cette tendance s'écarte de l'image que l'on trouve en Europe pour le sentiment pro-européen, qui est généralement le plus élevé au centre.